# حنوت تا نب
حنوت تا نب كانت أميرة مصرية قديمة من الأسرة المصرية الثامنة عشر وابنة الفرعون أمنحتب الثالث وزوجته الملكية العظمى الملكة تيي.

## العائلة
كانت حنوت تا نب واحدة من بنات ملك مصر أمنحتب الثالث وزوجته الملكية العظمى، الملكة تيي. كانت أختًا للفرعون أخناتون. وكان لديها أيضًا عدة إخوة آخرين – أخ واحد وعدة أخوات.
اسم حنوت تا نب يعني سيدة جميع الأراضي وكان يُستخدم بشكل متكرر كلقب للملكات. كانت الابنة الثالثة لوالديها (بعد سات آمون وإيزيس، المعروفة أيضًا بإسم إسيت).

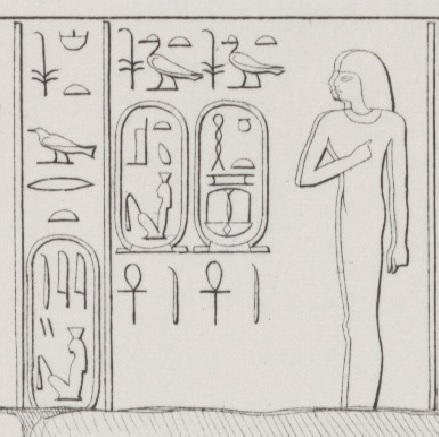
حنوت تا نب تظهر بجانب أختها، إسيت

## السيرة الذاتية
تظهر حنوت تا نب على تمثال ضخم من مدينة هابو. هذا التمثال الضخم الذي يبلغ ارتفاعه 7 أمتار يظهر أمنحتب الثالث وتيي جالسين جنبًا إلى جنب، "وثلاث من بناتهم يقفن أمام العرش - حنوت تا نب، الأكبر والأفضل حفظًا، في الوسط؛ نبت عح على اليمين؛ وأخرى، دُمر اسمها، على اليسار". تظهر أيضًا في معبد في صولب وعلى لوحة من العقيق الأحمر (مع أختها إسيت، أمام والديهما). يظهر اسمها على ثلاث شظايا من الخزف المصري.
ليس من الواضح ما إذا كانت حنوت تا نب قد رفعت إلى مرتبة الملكة مثل سات آمون وإسيت. لم يُذكر في أي مكان أنها زوجة الملك، ولكن على لوحة العقيق الأحمر المذكورة أعلاه، اسمها موجود داخل خرطوشة، وهو امتياز كان ممنوحًا فقط للملوك وزوجاتهم.
بعد وفاة والدها، لم تُذكر مرة أخرى.